# Cajueiro de Areias Alvas
O cajueiro de Areias Alvas está localizado na comunidade rural de Areias Alvas no município de Grossos no interior do estado brasileiro do Rio Grande do Norte. Não existe uma comprovação oficial de que ele seja o segundo maior do mundo, porém, devido ao tamanho enorme da planta, convencionou-se dizer que a planta é a segunda maior, já que, coincidência ou não, o cajueiro de Pirangi, também localizado no Rio Grande do Norte e próximo à capital do estado, talvez seja o maior cajueiro do mundo.